# Pałac w Uboczu Średnim
Pałac w Uboczu Średnim (niem.  Mittelgutsschloss Schosdorf) –  pałac we wsi Ubocze Średnie.
Pałac  wybudowany w XIX w. jest częścią zespołu pałacowo-parkowego, w skład którego wchodzi zabytkowy park również z XIX w.

## Zobacz
- Dwór w Uboczu
- Pałac w Uboczu-Kolonii
- Pałac w Uboczu Górnym